# Сабрина Глевиссиг
Сабрина Глевиссиг (пол. Sabrina Glevissig) — персонаж литературного цикла «Ведьмак» польского писателя Анджея Сапковского, чародейка. Появляется в телесериале «Ведьмак».

## История персонажа
В книгах Анджея Сапковского Сабрина Глевиссиг — чародейка из Каэдвена, однокурсница и давняя соперница Йеннифэр из Венгерберга. Она имеет большое влияние на короля Каэдвена Хенсельта. Любит эффектные наряды, которые подчёркивают её красоту.
В серии игр, созданных по мотивам книг Сапковского, Сабрина уже мертва: за вызов огненного дождя на поле битвы Хенсельт сжег её на костре, привязав к колесу от телеги. Однако Глевиссиг смогла перед смертью наложить на короля проклятие, и впоследствии вокруг её персоны сложился целый культ.
В американо-польском сериале «Ведьмак», первый сезон которого вышел на экраны в декабре 2019 года, Сабрину Глевиссиг сыграла Терика Уилсон-Рид. Этот персонаж участвует в битве при Соддене, изображённой в восьмой серии. Сабрина появилась и во втором сезоне.